# Capo d'Orlando
Capo d'Orlando è un comune italiano di 13 020 abitanti della città metropolitana di Messina in Sicilia.
Centro a prevalente vocazione turistica e commerciale del comprensorio dei Nebrodi, si sviluppò come borgo di pescatori. Originariamente frazione di Naso, il paese ha raggiunto l'autonomia il 1º agosto 1925.

## Geografia fisica

### Territorio
Buona parte della cittadina sorge principalmente lungo una stretta pianura, chiusa tra il mare ed una fascia collinare che si estende parallelamente ad essa. Qui sorgono diverse frazioni: San Martino (la più popolosa), Scafa, Piscittina, Forno Alto, Catutè, Certari e Malvicino, tutte situate ad un'altitudine compresa tra i 50 e i 300 m. Nella porzione occidentale della piana troviamo le frazioni di Forno Medio, Trazzera Marina, Piana, Furriolo, Bruca, Vina, Masseria, San Giuseppe e Tavola Grande. Lungo il litorale di levante troviamo, invece, lo splendido borgo di San Gregorio, oltre alla zona balneare di Testa di Monaco, al confine col comune di Naso.

### Clima
Il clima di Capo d'Orlando è di tipo subtropicale mediterraneo, con inverni miti, piovosi e brevi, ed estati caldo-afose ma spesso ventilate. Le condizioni climatiche consentono tra l'altro la coltivazione di piante tropicali e subtropicali (sia ornamentali che da frutto) sull'intero territorio comunale. In base alla classificazione climatica di Koppen la città fa parte della fascia climatica Csa.

## Storia

### Storia antica
Il toponimo Capo d'Orlando risale all’Alto Medioevo, ribattezzando la città in onore a una presunta sosta del paladino Orlando che fece durante una crociata in Terra santa. Agatirno, l’antica città greca che corrisponde all’attuale Capo d’Orlando, antico insediamento degli Spartani, secondo la leggenda sarebbe stata fondata da Agatirso, figlio di Eolo, re dei venti e delle isole Eolie (da non confondere con Eolo, dio dei venti presso i greci, con il quale viene spesso confuso, a partire dall'Eneide di Virgilio, opera nella quale le due figure mitologiche vengono sovrapposte per la prima volta nel libro I). Il paese avrebbe conservato il nome di Agatirso, "colui che porta lo splendido tirso": dunque sarebbe stata in origine una città sacra al culto di Dioniso, simboleggiato appunto dal tirso.
Nel 210 a.C., secondo le cronache di Tito Livio, Agatirso o Agatirno, "società di ladri, esuli e malfattori", subì una massiccia deportazione: circa 4.000 persone furono deportate in Calabria dal console Marco Valerio Levino, forse proprio per effetto dei culti dionisiaci. È questa l'ultima traccia della storia di Capo d'Orlando prima dell’epoca normanna, in quanto i Barbari invasero la città senza lasciarne testimonianze arrivate sino a oggi: la testimonianza successiva è di Goffredo da Viterbo, il quale riferisce che il promontorio porta il nome del paladino Orlando (al posto del vecchio nome paganeggiante), da quando Carlomagno, al ritorno dal suo pellegrinaggio a Gerusalemme, fece tappa in Sicilia orientale. Durante il Vespro siciliano il 4 luglio 1299, Capo d'Orlando torna nelle cronache con una battaglia navale tra Giacomo II e Federico III per la reggenza degli Aragonesi in Sicilia, nel contesto della disputa fra Aragonesi e Angioini per il trono siciliano.
Nel 1359 Federico IV d'Aragona assegna al nobile Vinciguerra d'Aragona i possedimenti e il Castello d'Orlando.
Nel 1398, Capo d'Orlando è citata nelle cronache per l'assedio di Bernardo Cabrera, conte di Modica, che insegue Bartolomeo di Aragona, traditore del re Martino I rifugiatosi nel Castello che si trova sul promontorio dal quale Capo d'Orlando prende il nome. In questa occasione il Castello, utilizzato fino ad allora come roccaforte di guardia contro i pirati, viene distrutto: iniziano così le incursioni dei pirati, due delle quali testimoniate nel 1589 e nel 1594, fino alla realizzazione di una postazione di guardia, nel 1645. Nel 1598 il ritrovamento vicino al Castello di una piccola statua della Madonna, riproduzione della Madonna di Trapani, che secondo la leggenda sarebbe stata portata da San Cono Abate, porta la comunità locale a costruire nel 1600 il Santuario di Maria Santissima, tuttora simbolo del paese.

### Storia moderna e contemporanea

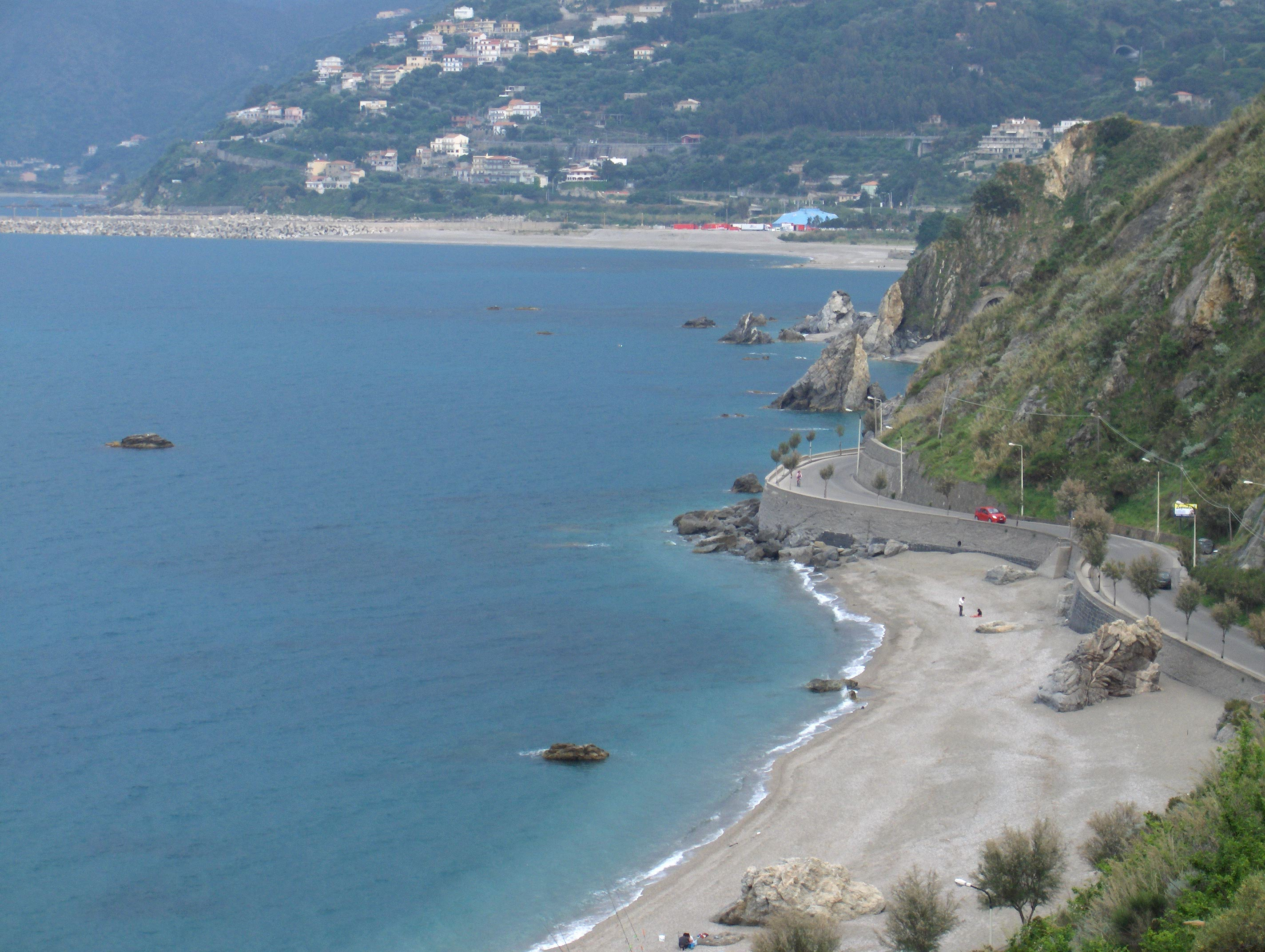
Litorale est che si estende fino al borgo di San Gregorio e termina al porto (vista dal Santuario di Maria SS. sito sul Monte della Madonna)

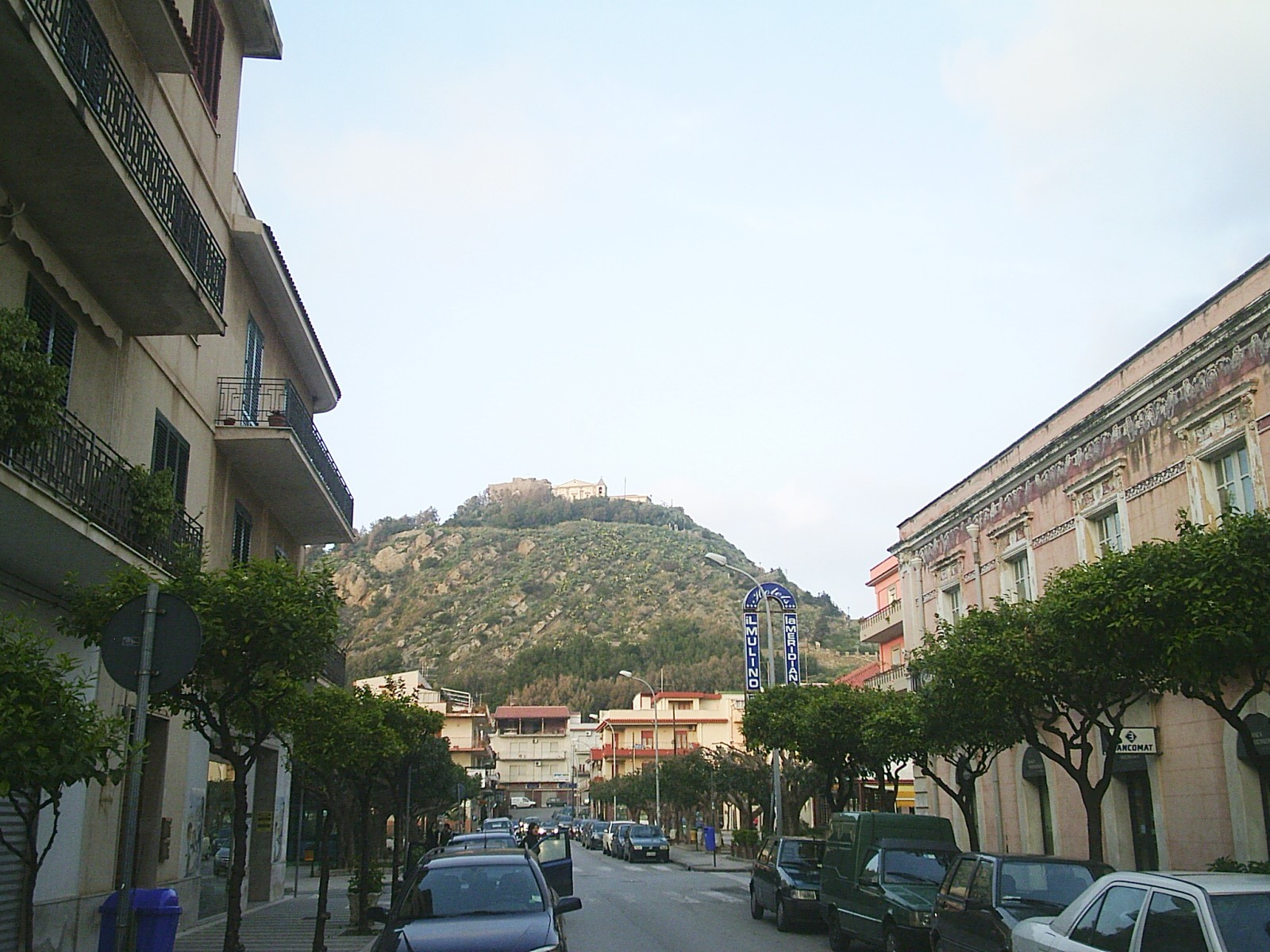
Via Vittorio Veneto a Capo d'Orlando con vista sul Monte della Madonna

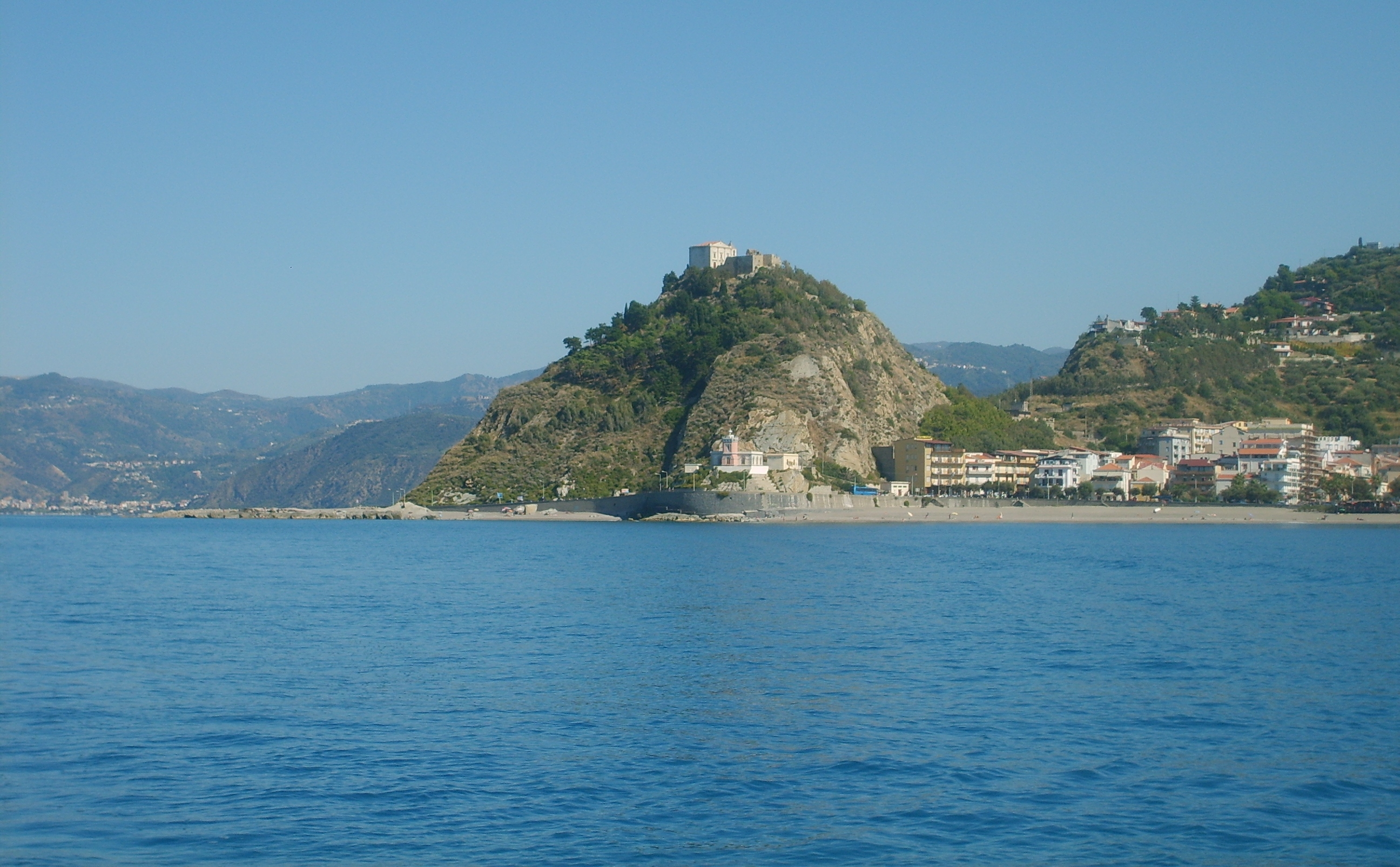
Il Monte della Madonna e il Faro (dettaglio)

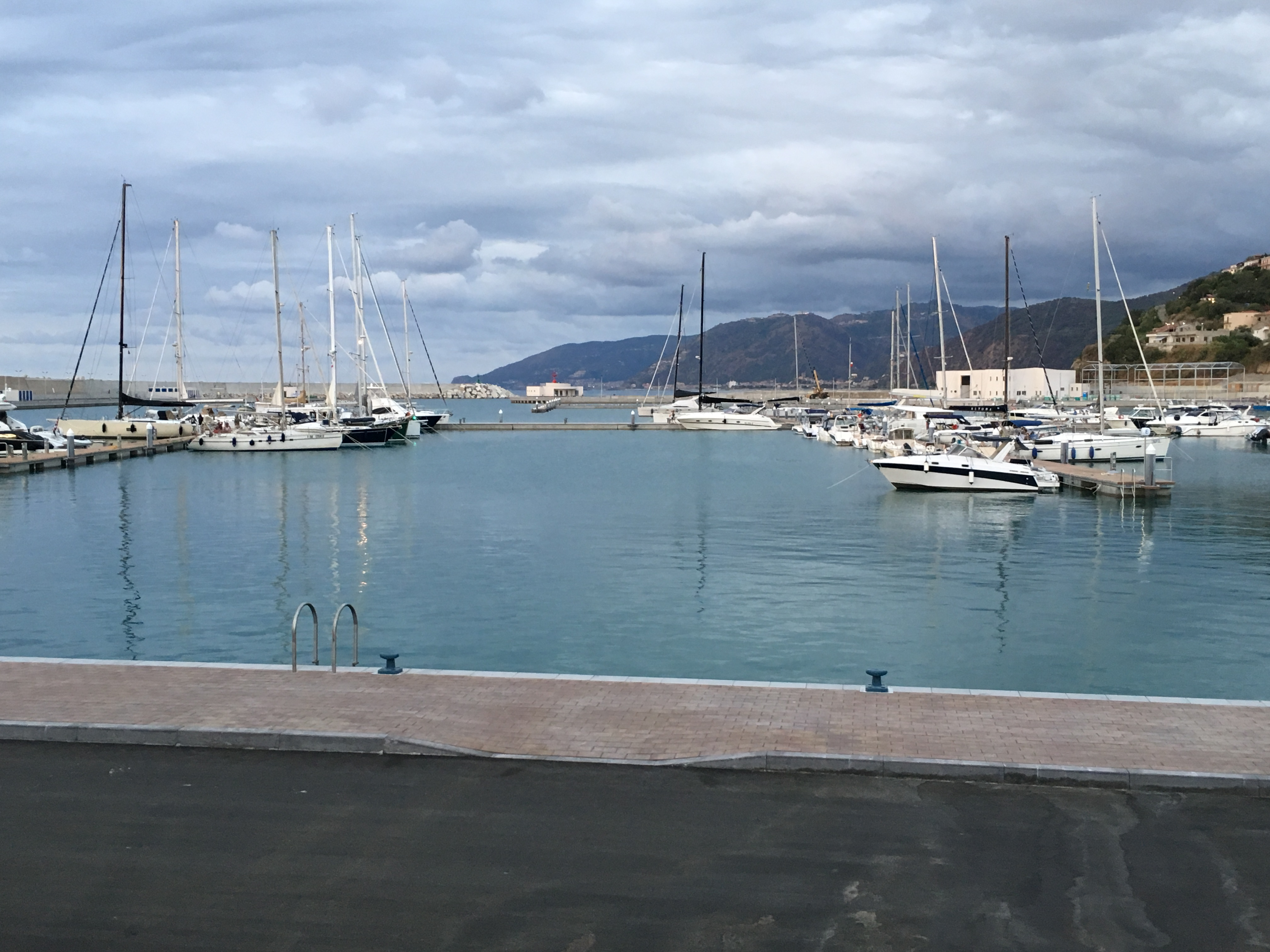
Il porto turistico al borgo di San Gregorio

I secoli successivi, segnatamente il XVIII e l'inizio del XIX, sono anni di lunghe e dannose alluvioni, che spingono i conti d'Amico, antichi proprietari del latifondo, a cederne la proprietà al Comune di Naso. Le alluvioni sono però occasione di nuova fortuna per Capo d'Orlando: per effetto dell'azione del mare nasce una pianura molto fertile, e le filande - attive già dal XV secolo in contrada Malvicino insieme alla coltura della canna da zucchero - vivono una fase di sviluppo. Capo d'Orlando affianca dunque le coltivazioni all'attività dei pescatori, e per proteggere il centro dalle scorribande dei pirati e sfruttare le nuove risorse i baroni di Naso realizzano una torre fortificata e un trappeto per lavorare lo zucchero.
Nello stesso periodo, nella zona di San Gregorio nasce una tonnara: è così che Capo d'Orlando - e più nello specifico il borgo marinaro di San Gregorio, vero cuore pulsante del paese fino alla fine del XIX secolo - raggiunge una forte indipendenza economica e inizia a crescere demograficamente, anche per effetto del completamento, nel 1895, della ferrovia che attraversa il centro e delle statali 113 Messina-Palermo e 116 Capo d'Orlando-Randazzo. A cavallo fra la fine del XIX e l'inizio del XX secolo iniziano così le agitazioni popolari per rivendicare l'autonomia da Naso, che ormai ha la stessa rilevanza economica e demografica della frazione e per tenere l'avamposto a mare concede porzioni di territorio agli orlandini. Le agitazioni però proseguono, fino a quando, con Legge n. 1170 del 25 giugno 1925, Capo d'Orlando ottiene l'autonomia a decorrere dal primo agosto, suggellata il 27 settembre dello stesso anno dall'inaugurazione del municipio.

## Monumenti e luoghi d'interesse
Castello
Ruderi, esisteva prima dell'XI secolo. Fu distrutto in gran parte nell'anno 1400 durante un assedio. Resta ancora una delle due cisterne che si trova nell'atrio del castello.
Castello Bastione o del Trappeto
Costruito forse già nel XIV secolo a difesa delle piantagioni di canna da zucchero, ora ristrutturato ed adibito a centro culturale polivalente
Torre dei Quadaranini
Costruita per la difesa dei fundachi vicini. Un'altra torre di difesa era poco più ad est del promontorio di Capo d'Orlando.
Tonnara di San Gregorio
Costruita nel 1488 per volere di un certo Manfredo da Trento. La Tonnara passò presto in mano dei signori feudali di Naso, ed era abbondante di pesca perché il sito era in alto mare. Fu abbandonata del tutto nel 1777, per aver riportato gravissimi danni durante una tempesta. Alla fine dell'800 era ancora possibile vedere alcuni ruderi, oggi del tutto scomparsi.
Palazzo Municipale
Edificato nel 1933. Caratteristica la facciata Monumentale in stile fascista

### Architetture civili
Villa Piccolo
Costruita nel 1873. Oggi trasformata in museo
Villa Cangemi
Risale al XIX secolo. Sulla facciata d'ingresso presenta un portale in pietra intagliato.
Villa Merendino
Risale probabilmente agli ultimi anni del XIX secolo
Villa Papa
Esistente all'inizio del secolo. È circondata da un vasto giardino con alti alberi di pino.

### Architetture religiose
Santuario Maria SS. di Capo d'Orlando
Edificato nell'anno 1600 fra i resti dell'antico Castello, fu l'unica chiesa del Borgo di Capo d'Orlando fino alla metà del XIX secolo. Di notevole interesse artistico è il soffitto in legno intarsiato a forma di stella a otto punte.
Chiesa Maria SS. di Porto Salvo
Detta anche Chiesa Nuova venne costruita intorno al 1860, di proprietà della famiglia Merendino, venne donata alla parrocchia del nuovo comune dopo l'autonomia. 
Chiesa Cristo Re
Edificata nel 1965, è la chiesa principale della cittadina.
Ospizio dei Cappuccini
Costruito nel 1813, in contrada S. Filadelfio, per volere di padre Origlio.  Venne abbandonato dai Cappuccini dopo i primi decenni del secolo. Oggi ne restano alcuni ruderi.

### Fontane
Fontana di Drago
Esisteva nel XVIII secolo.

### Aree archeologiche
Terme di Bagnoli
Terme Romane, i pavimenti presentano dei mosaici.
Cave del Mercadante

### Aree naturali
Parco Suburbano di Scafa
Si trova nell'omonima frazione.
L'economia di Capo d'Orlando è basata sul commercio, sul turismo e nel settore terziario in generale; tuttavia permangono residui economici del passato, come quello legato all'agricoltura. In passato, infatti, il territorio del comune poteva vantare vaste aree riservate ad agrumeti. Altra fonte di economia è senza dubbio il turismo; nel periodo estivo, infatti, la popolazione aumenta notevolmente, fino a raddoppiare l'attuale numero di abitanti. Svolge inoltre un ruolo centrale nel territorio circondario, specificamente dai paesi limitrofi minori, data la massiccia presenza di servizi commerciali d'ogni tipo, anche legati al divertimento notturno. Tutti questi fattori rendono Capo D'Orlando un punto di riferimento per la socio-economia dell'area del Val Demone.

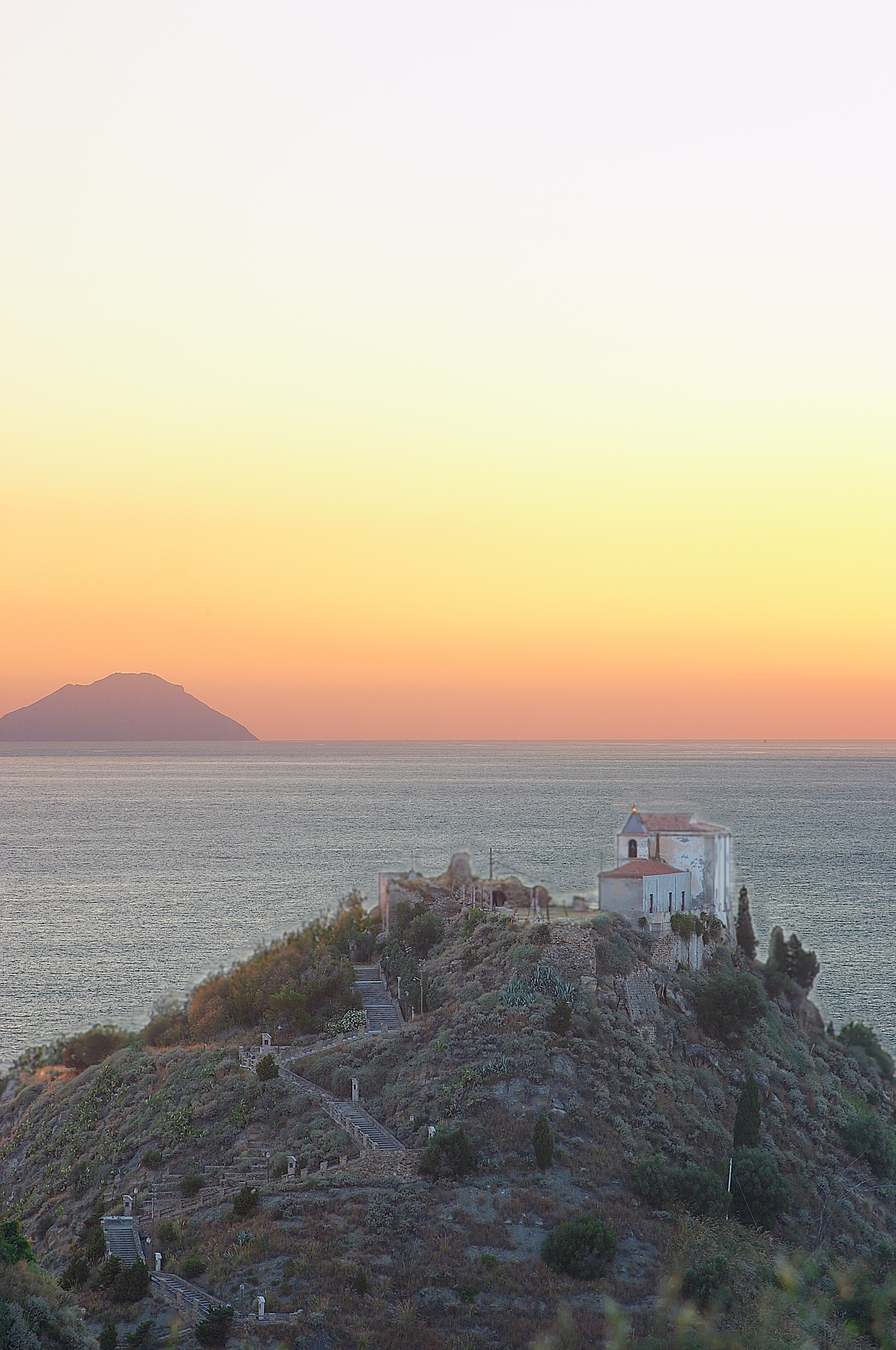
Un'altra immagine del Santuario del monte della Madonna

## Società

### Evoluzione demografica
Abitanti censiti

## Infrastrutture e trasporti

### Strade
Il Comune è interessato dalle seguenti direttrici stradali:
- strada statale 113 Settentrionale Sicula
- Strada statale 116 Randazzo-Capo d'Orlando
- Strada Provinciale 147
- Strada Provinciale 147Bis
- Casello autostradale Brolo - Capo d'Orlando est
- Casello autostradale Rocca di Capri Leone - Capo d'Orlando ovest

### Ferrovie
Il comune è servito dalla Stazione di Capo d'Orlando-Naso.

### Porti
Nella località è presente un porto turistico.

## Amministrazione
Di seguito è presentata una tabella relativa alle amministrazioni che si sono succedute in questo comune.
| Periodo           | Periodo           | Primo cittadino           | Partito                                 | Carica                    | Note       |
| ----------------- | ----------------- | ------------------------- | --------------------------------------- | ------------------------- | ---------- |
| settembre 1925    | ottobre 1925      | Guido Scaffa              |                                         | Commissario Prefettizio   |            |
| ottobre 1925      | novembre 1925     | Antonino Grillo           |                                         | Commissario Prefettizio   |            |
| novembre 1925     | marzo 1927        | Ernesto Mancari           |                                         | Commissario Prefettizio   |            |
| aprile 1927       | giugno 1931       | Ernesto Mancari           | Partito Nazionale Fascista              | Podestà                   |            |
| giugno 1931       | giugno 1933       | Giuseppe Di Blasi         |                                         | Commissario Prefettizio   |            |
| giugno 1933       | febbraio 1934     | Gaetano Zulli             |                                         | Commissario Prefettizio   |            |
| marzo 1934        | settembre 1934    | Salvatore Piccolo         |                                         | Commissario Prefettizio   |            |
| settembre 1934    | marzo 1935        | Salvatore Piccolo         | Partito Nazionale Fascista              | Podestà                   |            |
| marzo 1935        | aprile 1936       | Giuseppe Ingrillì         |                                         | Commissario Prefettizio   |            |
| maggio 1936       | agosto 1943       | Giuseppe Ingrillì         | Partito Nazionale Fascista              | Podestà                   |            |
| settembre 1943    | gennaio 1944      | Alfonso Merendino         |                                         | Sindaco                   |            |
| febbraio 1944     | giugno 1944       | Basilio Conforto          |                                         | Sindaco                   |            |
| giugno 1944       | ottobre 1944      | Luigi Solarino            |                                         | Commissario Prefettizio   |            |
| ottobre 1944      | marzo 1945        | Salvatore Valenti         |                                         | Commissario Prefettizio   |            |
| marzo 1945        | gennaio 1946      | Salvatore Valenti         |                                         | Sindaco                   |            |
| gennaio 1946      | gennaio 1946      | Cono Fazio                |                                         | Commissario Prefettizio   |            |
| novembre 1948     | aprile 1948       | Cono Fazio                |                                         | Sindaco                   |            |
| maggio 1948       | dicembre 1948     | Pietro Antonna            |                                         | Commissario Prefettizio   |            |
| dicembre 1948     | giugno 1953       | Giuseppe Ingrillì         |                                         | Sindaco                   |            |
| luglio 1953       | ottobre 1957      | F. Tullio Trifiló         | Partito Socialista Italiano             | Sindaco                   |            |
| ottobre 1957      | giugno 1967       | Francesco Paolo Merendino | Democrazia Cristiana                    | Sindaco                   |            |
| giugno 1967       | agosto 1969       | F. Tullio Trifiló         | Partito Socialista Italiano             | Sindaco                   |            |
| settembre 1969    | aprile 1970       | Giovanni Giannuoli        |                                         | Commissario regionale     |            |
| aprile 1970       | giugno 1970       | Guido Galipó              |                                         | Commissario straordinario |            |
| giugno 1970       | febbraio 1972     | Francesco Collica         | Democrazia Cristiana                    | Sindaco                   |            |
| marzo 1972        | agosto 1977       | Antonino Messina          | Democrazia Cristiana                    | Sindaco                   |            |
| agosto 1977       | marzo 1978        | Francesco Galipó          | Democrazia Cristiana                    | Sindaco                   |            |
| marzo 1978        | febbraio 1981     | Antonino Messina          | Democrazia Cristiana                    | Sindaco                   |            |
| febbraio 1981     | marzo 1982        | F. Tullio Trifiló         | Partito Socialista Italiano             | Sindaco                   |            |
| marzo 1982        | maggio 1985       | Carmelo Giuseppe Antillo  | Partito Socialista Democratico Italiano | Sindaco                   |            |
| giugno 1985       | 15 giugno 1990    | Antonino Messina          | Democrazia Cristiana                    | Sindaco                   |            |
| 15 giugno 1990    | 20 ottobre 1992   | Antonino Messina          | Democrazia Cristiana                    | Sindaco                   |            |
| 20 ottobre 1992   | 24 settembre 1993 | Antonio Longo             | Democrazia Cristiana                    | Sindaco                   |            |
| 24 settembre 1993 | 28 giugno 1994    | Carmelo Giuseppe Antillo  | Partito Socialista Democratico Italiano | Sindaco                   |            |
| 29 giugno 1994    | 25 maggio 1998    | Roberto Sindoni           | lista civica                            | Sindaco                   |            |
| 25 maggio 1998    | 10 giugno 2003    | Roberto Sindoni           | lista civica                            | Sindaco                   |            |
| 10 giugno 2003    | 5 dicembre 2005   | Massimo Carrello          | lista civica                            | Sindaco                   | Sfiduciato |
| gennaio 2006      | maggio 2006       | Rosolino Greco            |                                         | Commissario straordinario |            |
| 13 giugno 2006    | 15 giugno 2011    | Roberto Sindoni           | lista civica                            | Sindaco                   |            |
| 28 giugno 2011    | 5 giugno 2016     | Roberto Sindoni           | lista civica                            | Sindaco                   |            |
| 6 giugno 2016     | 11 ottobre 2021   | Franco Ingrillì           | lista civica                            | Sindaco                   |            |
| 12 ottobre 2021   | in carica         | Franco Ingrillì           | lista civica                            | Sindaco                   |            |

### Gemellaggi
Capo d'Orlando è gemellata con:
- Fremantle, dal 1982. La città australiana è stata infatti meta dell'immigrazione Orlandina in entrambi i dopoguerra. Ad oggi si contano a Fremantle circa 6000 residenti tra ex-Orlandini o discendenti.
- Culver City, dal 2017,[9] città della California e capitale del cinema.

### Altre informazioni amministrative
Il comune di Capo d'Orlando fa parte delle seguenti organizzazioni sovracomunali: regione agraria n.8 (Colline litoranee di Patti).

## Sport
L'Orlandina Basket è una delle squadre più blasonate di pallacanestro della Sicilia, insieme alla Trapani Shark. Ha vinto la coppa Italia della Lega Due nel 2004 ed ha stabilito nello stesso anno il record di vittorie in un campionato professionistico (27 su 30) raggiungendo la promozione in serie A, campionato nel quale ha militato nelle stagioni 2005-2006, 2006-2007 e 2007-2008. Esclusa per irregolarità amministrative dai campionati professionistici, ha ripreso l'attività raggiungendo la Legadue nella stagione 2012-2013. Nel 2014-2015 l'Orlandina viene ripescata in Serie A dopo il secondo posto e la finale Play-Off del 2013-2014 in A2. Ad oggi la squadra è stata Retrocessa in Serie B.
Nel calcio maschile l'Orlandina militava nella Serie D, mentre dalla stagione 2021-2022 è ripartita dalla Prima Categoria, in quello femminile l'Orlandia97 ha disputato un campionato di Serie A nella stagione 2010-2011.
Nella pallavolo maschile l'Orlandina volley milita nella Serie D, la squadra femminile dell'Orlandina Volley nella Serie C.
Nella pallamano è attiva l'Esperia Orlandina.